# Вальтер Мейснер
Вальтер Фріц Мейснер (нім. Fritz Walther Meißner; 16 грудня 1882, Берлін — 16 листопада 1974, Мюнхен
) — німецький фізик, член Баварської академії наук. Навчався в Берлінському технологічному та Берлінському технічному університетах. Заснував в Берліні кріогенну лабораторію. З 1934 року професор Мюнхенського університету.
Основні роботи присвячені фізиці низьких температур. Відкрив надпровідність багатьох сплавів та з'єднань. В 1933 році, спільно з Р. Оксенфельдом спостерігав витіснення магнітного поля з надпровідників (ефект Мейснера).